# V-blast
 (mai 2025).
V-Blast (Vertical – Bell – Laboratories –Layered –Space -  Time) est un algorithme de détection à la réception des systèmes multi-antennes MIMO. Proposé pour la première fois en 1996 aux Laboratoires Bell au New Jersey (États-Unis) par Gerard J.Foschini. Il  procède tout simplement à éliminer successivement les interférences dues aux émetteurs. 

## Principe
Son  principe est assez simple: il consiste à  réaliser une première détection, du signal le plus puissant. On régénère le signal reçu de cet utilisateur à partir de cette décision.
Ensuite, le signal régénéré est soustrait du signal reçu et, avec ce nouveau signal, on procède à la détection du deuxième utilisateur le plus puissant, puisqu'on s’est déjà débarrassé du premier et ainsi de suite. Ce qui donne un vecteur reçu contenant moins d’interférences.

## Sources
- Foschini, G.J Layered space-time architecture for wireless communication in a fading environment when using multiple antennas, Bell Lab. Tech. J.,vol. 1,N. 2, pp. 41-59, 1996.

- Mohinder Jankiraman, (2004). Space-time codes and MIMO systems.

- Wolniansky, P.W.; Foschini, G.J.; Golden, G.D.; R.A. Valenzuela, R.A.; V-BLAST: an architecture for realizing very high data rates over the rich-scattering wireless channel, ISSSE 1998, URSI International Symposium, pp. 295 –300